# Ken Marino
Kenneth Joseph „Ken” Marino (ur. 19 grudnia 1968 na Long Island) – amerykański aktor, komik, reżyser i scenarzysta.

## Życiorys
Marino urodził się na Long Island, w stanie Nowy Jork we włosko-amerykańskiej rodzinie.
Uczęszczał do West Islip High School w West Islip w Nowym Jorku. Następnie studiował w Lee Strasberg Institute i Tisch School of the Arts.

## Życie prywatne
Od 2005 roku jest żonaty ze scenarzystką Eriką Oyamą. Mają dwójkę dzieci: syna Rileya Ken'ichi i córkę Ruby.